# Karabin mierosławka
Karabin mierosławka (fr. la carabine Mieroslawska) – polski karabin odprzodowy produkowany w zakładach J.J. Gerard w Liège. Karabin został specjalnie opracowany do wykorzystania w powstaniu styczniowym.  W latach 1863–1864 wyprodukowano 300 szt. tej broni. Projekt karabinu opracował Ludwik Mierosławski. Broń prawdopodobnie nie wzięła udziału w walkach.

## Konstrukcja
Karabin jest wzorowany na francuskim sztucerze szaserów z 1859. Mierosławka była krótsza o 16 cm, zwiększono kaliber z 17,8 mm do 18,5 mm. Zmieniono celownik z francuskiego na celownik stosowany w karabinach Enfield 1853/1860. Do mierosławki zastosowano też inny bagnet. Miał być tutaj zastosowany zmodyfikowany austriacki bagnet Augustina 1849 lub zmodyfikowany bagnet Lorenza 1854.
Karabin mierosławka był bronią jednostrzałową, odprzodową, z zamkiem kapiszonowym typu francuskiego, wzoru 1842. Blacha zamkowa montowana dwiema śrubami stalowymi i dwoma nitami. Na blasze napis: „J.J. Gerard Liege”. Po przeciwnej stronie blachy zamkowej stalowa blaszka boczna z mocującym zamek nitem stalowym. Spust pojedynczy. Karabin miał lufę stalową, okrągłą, w części dennej ośmiogranną. Lufa gwintowana na pięć bruzd, zamocowana do łoża bączkiem z blachy stalowej, z przednim okuciem i stalową śrubą na warkoczu. W odległości 3 cm od końca lufy stalowa muszka, a 61 cm od końca lufy celownik do karabinka Enfielda 1853/1860. Celownik wyskalowany na części schodkowej na 100–200–300–400 jardów, oraz na ramce do 1250 jardów. Łoże karabinu wykonane z jasnego drewna orzechowego. Pod spodem łoża wyżłobiony kanał na stempel. Stempel długości 69,5 cm na końcu nagwintowany. Główka stempla przewiercona. Trzewik stopy kolby wykonany z blachy stalowej, na którym wygrawerowany jest napis „mierosławka”. Producent karabinów Gerard nazywał ten karabin jako: „la carabine Mieroslawska”.

## Amunicja
Sam karabin w swojej konstrukcji niczym się nie wyróżniał spośród broni stosowanej w tamtym okresie. Ludwik Mierosławski jednak z podziwem wypowiadał się o tym karabinie (pisownia oryginalna):

Umyślnie do tego taboru wymyślony przez was i zastosowany karabin, wprowadzał, rzec można śmiało rewolucyę do sztuki wojennej.

Największym atutem mierosławki miała być amunicja stosowana w tej broni. Z myślą o tej udoskonalonej amunicji powiększono kaliber broni, wbrew funkcjonującemu w tamtym czasie trendowi do zmniejszania kalibru karabinów. Do strzelania zamierzano stosować kilka typów amunicji:
- kule ołowiane pełne, o kształcie walcowo-stożkowym, masa pocisku 48 gramów,
- pociski wydrążone wybuchające, przeznaczone do przebijania pojemników i zapalania ich zawartości,
- kartacze o masie 140 gramów, kartacz miał składać się z sześciu części tak wzajemnie dopasowanych, aby tworzyć kształt walcowo-stożkowy, który po strzale rozdziela się na sześć poruszających się wspólną linią koszących pocisków.

## Zachowane egzemplarze
Ludwik Mierosławski uzyskał na swój karabin patent 15 maja 1864 z numerem 16089. Wyprodukowano 300 sztuk tej broni. Broń miała być użyta w wyprawie Morskiej Mierosławskiego na Litwę wiosną 1864. Do wyprawy nie doszło i broń prawdopodobnie nie została użyta w walce. Po upadku powstania styczniowego w sierpniu 1866 w składach belgijskich znajdowało się 280 mierosławek. Zakładano, że mogą być ewentualnie użyte w przyszłym powstaniu. Karabiny te leżały w magazynach do 1877 i później prawdopodobnie zostały sprzedane. Do naszych czasów zachowały się 3 egzemplarze tej broni w:
- Muzeum Broni w Liège
- Muzeum Wojska Polskiego w Warszawie
- kolekcja Fundacji Rodzinnej Blochów w Nowym Jorku